# Muraglione - Acqua Cheta
Muraglione - Acqua Cheta este o arie protejată (arie specială de conservare — SAC, sit de importanță comunitară — SCI) din Italia întinsă pe o suprafață de 4.885 ha, integral pe uscat.

## Localizare
Centrul sitului Muraglione - Acqua Cheta este situat la coordonatele 43°57′45″N 11°39′33″E / 43.9625°N 11.659167°E.

## Înființare
Situl Muraglione - Acqua Cheta a fost declarat sit de importanță comunitară în iunie 1995 pentru a proteja 19 specii de animale. Situl a fost protejat și ca arie specială de conservare în decembrie 2016.

## Biodiversitate
Situată în ecoregiunea continentală, aria protejată conține 7 habitate naturale: Pajiști uscate seminaturale și facies de acoperire cu tufișuri pe substraturi calcaroase (Festuco-Brometalia) (* situri importante pentru orhidee), Pajiști uscate europene, Păduri de fag Luzulo-Fagetum, Fânețe de joasă altitudine (Alopecurus pratensis, Sanguisorba officinalis), Formațiuni de Juniperus communis pe lande sau pajiști calcaroase, Păduri de fag Asperulo-Fagetum, Galerii de Salix alba și de Populus alba.
La baza desemnării sitului se află mai multe specii protejate:
- păsări (9): ciocănitoare neagră (Dryocopus martius), vânturel roșu (Falco tinnunculus), sfrâncioc roșiatic (Lanius collurio), ciocârlie de pădure (Lullula arborea), mierlă de piatră (Monticola saxatilis), pietrar sur (Oenanthe oenanthe), viespar (Pernis apivorus), pitulice sfârâitoare (Phylloscopus sibilatrix), Prunella collaris
- amfibieni (3): Bombina pachypus, Salamandrina terdigitata, Triturus carnifex
- mamifere (3): lupul (Canis lupus), liliac cu urechi de șoarece (Myotis blythii), liliacul mare cu potcoavă (Rhinolophus ferrumequinum)
- nevertebrate (4): Austropotamobius pallipes, fluturele auriu (Euphydryas aurinia), Euplagia quadripunctaria, Rosalia alpina

Pe lângă speciile protejate, pe teritoriul sitului au mai fost identificate 1 specie de plante, 3 specii de amfibieni, 6 specii de mamifere, 1 specie de nevertebrate, 2 specii de reptile.